# Aigondiceps
Aigondiceps is een geslacht van de familie Tetragonicepsidae. Deze familie maakt deel uit van de orde Harpacticoida uit de onderklasse van de Eenoogkreeftjes.

## Soorten
- A. bocki
- A. bodini
- A. brevicauda
- A. kunzi